# Ouled Rahmoune
Ouled Rahmoune (în arabă أولاد رحمون) este o comună din provincia Constantine, Algeria.
Populația comunei este de 26.132 de locuitori (2008).